# 1406
1406（千四百六、一四〇六、せんよんひゃくろく）は、自然数または整数において、1405の次で1407の前の数である。

## 性質
- 1406は合成数で、約数は 1, 2, 19, 37, 38, 74, 703, 1406 である。
  - 約数の和は2280。
- 202番目の楔数である。1つ前は1398、次は1407。
- 1406 = 37 × 38
  - 37番目の矩形数である。1つ前は1332、次は1482。
  - 2から74の偶数の和で表せる。
  - 1406 = 371 + 372 = 382 − 381
    - 37の累乗和とみたとき、1つ前は37、次は52059。
- 各位の和が11になる106番目の数である。1つ前は1370、次は1415。

## その他 1406 に関連すること
- 西暦1406年
- メジャーリーグにおける通算盗塁数の最高記録はリッキー・ヘンダーソンの1406個である。